# Sandra Harding
Sandra Harding   (San Francisco, 29 de març de 1935 - 5 de març de 2025) va ser una filòsofa de la ciència i feminista estatunidenca.

## Formació
Llicenciada al Douglass College de la Universitat Rutgers el 1956, va treballar 12 anys com a investigadora jurídica, editora i professora de matemàtiques de cinquè grau a Nova York. Després va obtenir el doctorat en Filosofia per la Universitat de Nova York l'any 1973. Els seus treballs s'emmarquen dins de la filosofia de la ciència, l'epistemologia feminista, la teoria postcolonial i la metodologia en recerca. Harding ha estat professora a la Universitat de Califòrnia a Los Angeles.

## Carrera acadèmica
Sandra G. Harding fou la primera directora del Centre d'estudi de la dona de la Universitat de Califòrnia a Los Angeles (1996-2000), i codirectora de la prestigiosa revista feminista publicada per la University of Chicago Press, Signs: Journal of Women in Culture and Society (2000-2005). La seva primera feina va ser com a professora adjunta de filosofia a la Universitat de Nova York a Albany. També va treballar com a professora a la Universitat de Delaware, i després a la Universitat de Califòrnia a Los Angeles. Ha estat professora convidada a la Universitat de Ámsterdam (1987), la Universitat de Costa Rica (1990) i l'Institut Federal Suís de Tecnologia de Zúric (1987) i a l'Institut Asiàtic de Tecnologia de Bangkok (1994).
Harding ha contribuït al desenvolupament de la teoria del punt de vista, sent una de les fundadores del camp de l'epistemologia feminista, així com als estudis de ciència, tecnologia i gènere. Les seves contribucions en aquestes àrees, així com la seva aproximació i crítica al concepte d'objectivitat en la ciència, han estat de gran influència per a les ciències socials i per a la filosofia, i ha generat discussions en el camp de les ciències naturals.
Sandra Harding ha estat consultada per nombrosos organismes sobre temes relacionats amb el feminisme i la ciència postcolonial, com són per exemple l'Organització Panamericana de la Salut, el Fons de Desenvolupament de les Nacions Unides per a la Dona i la Comissió de Ciència i Tecnologia per al Desenvolupament de l'Organització de les Nacions Unides (ONU). Va ser convidada com a coautora en un capítol del World Science Report de la Unesco de 1996.
Harding va participar del debat sobre la neutralitat de la ciència en el que es va anomenar les «guerres de la ciència», un debat sobre la neutralitat dels valors de les ciències dels anys noranta. La seva obra es va convertir en un objectiu principal dels crítics dels enfocaments feministes i sociològics.

## Reconeixements
L'any 1987 va obtenir el premi Jessie Bernard que atorga l'Associació Americana de Sociologia. Al 1990 va ser nomenada «Dona filòsofa de l'any», per l'Eastern Division Society for Women in Philosophy. Al 2009 va rebre el premi de l'American Education Research Association (AERA) per a les contribucions distingides a l'equitat de gènere en la investigació educativa. I al 2011 va ser nomenada professora de filosofia afiliada distingida de la Universitat Estatal de Michigan. L'any 2013 va ser guardonada amb el premi John Desmond Bernal de la Societat per als Estudis Socials de la Ciència.

## Treballs seleccionats

### Llibres
- The Science Question in Feminism, 1986.
- Whose Science? Whose Knowledge?: Thinking from Women's Lives, 1991.
- Is Science Multicultural? Postcolonialisms, Feminisms, and Epistemologies, 1998.
- Science and Social Inequality: Feminist and Postcolonial Issues, 2006.
- Sciences From Below: Feminisms, Postcolonialities, and Modernities, 2008.
- Objectivity and Diversity: Another Logic of Scientific Research, 2015.

### Articles
- 1973. "Feminism: Reform or Revolution?" Philosophical Forum (Boston) 5, 271–284
- 1979. "The Social Function of the Empiricist Conception of Mind," Metaphilosophy 10 (Jan 1), 38–47
- 1979. "Is the Equality of Opportunity Principle Democratic?" Philosophical Forum (Boston) 10 (Dec 1), 206–22
- 1982. "Is Gender a Variable in Conceptions of Rationality: A Survey of Issues," Dialectica, 36 (Jan 1): 225–42
- 1983. "Why Has the Sex/Gender System Become Visible Only Now," in Discovering Reality, ed. Sandra Harding and Merrill Hintikka
- 1987. "The Method Question," Hypatia: A Journal of Feminist Philosophy 2, 19–35
- 1987. "The Curious Coincidence of Feminine and African Moralities," Women and Moral Theory, ed. Eva Feder Kittay and Diana Meyers
- 1990. "Starting Thought From Women's Lives: Eight Resources for Maximizing Objectivity," Journal of Social Philosophy 21(2-3), 140-49
- 1990. "Feminism, Science, and the Anti-Enlightenment Critiques," in Feminism/Postmodernism, ed. Linda Nicholson, 83-106
- 1992. "After Eurocentrism? Challenges for the Philosophy of Science," PSA 1992 Vol. 2, 311–319
- 1993. "Rethinking Standpoint Epistemology: What Is ‘Strong Objectivity’?" in Feminist Epistemologies, ed. Linda Alcoff and Elizabeth Potter
- 1995. “‘Strong Objectivity’: A Response to the New Objectivity Question,” Synthese, Vol. 104, No. 3, pp. 331-349
- 1998. "Women, Science, and Society," Science, New Series, Vol. 281, No. 5383 (Sep 11 1998), 1599-1600
- 2002. “Must the Advance of Science Advance Global Inequality?” International Studies Review, Vol. 4, No. 2 (Summer), 87-105
- 2003. "How Standpoint Methodology Informs Philosophy of Social Science," in Blackwell Guide to the Philosophy of the Social Sciences
- 2004. "A Socially Relevant Philosophy of Science? Resources from Standpoint Theory's Controversiality," Hypatia, Vol. 19, No. 1, 25–47
- 2005. "'Science and Democracy:' Replayed or Redesigned?" Social Epistemology, Vol. 19, No. 1, 5–18
- 2006. “Two Influential Theories of Ignorance and Philosophy's Interests in Ignoring Them,” Hypatia, Vol. 21, No. 3 (Summer), 20-36
- 2007. "Modernity, Science, and Democracy," in Social Philosophy Today, Volume 22. Philosophy Documentation Center
- 2008. “How Many Epistemologies Should Guide the Production of Scientific Knowledge?” Hypatia, Vol. 23, No. 4, 212-219
- 2009. "Postcolonial and Feminist Philosophies of Science and Technology," Postcolonial Studies, Vol. 12, No. 4, p. 410-429
- 2010. "Standpoint Methodologies and Epistemologies: A Logic of Scientific Inquiry for People," World Social Science Report 2010, 173-5
- 2012. "Objectivity and Diversity," in Encyclopedia of Diversity in Education, ed. James Banks
- 2017. “Latin American Decolonial Studies: Feminist Issues,” Feminist Studies, Vol. 43, No. 3, 624-636
- amb Kathryn Norberg, 2005. “New Feminist Approaches to Social Science Methodologies: An Introduction,” Signs, Vol. 30, No. 4, 2009–15